# Julian Hall
Julian Hamilton Hall (17 gennaio 1837 – 15 agosto 1911) è stato un generale britannico.

## Carriera militare
Figlio di John Hall, Hall fu commissionato come alfiere in Coldstream Guards, il 2 agosto 1854.
Partecipò nella guerra di Crimea. Divenne comandante del Reggimento di Cheshire nel maggio 1883 prima di passare ad essere assistente-aiutante presso Headquarters Home District nel dicembre 1884. Fu comandante del Nord Western District nel mese di aprile 1890 e si ritirò nell'aprile 1895.